# カラスのいる麦畑
『カラスのいる麦畑』（カラスのいるむぎばたけ）は、オランダの画家フィンセント・ファン・ゴッホによって1890年7月に描かれた絵画。彼の最晩年に描かれた作品のひとつである。邦題は「カラスの群れ飛ぶ麦畑」、「黒い鳥のいる麦畑」などとも訳される。ファンゴッホ美術館蔵。

## 絶筆とカラスの俗説
本作は、しばしばファン・ゴッホの絶筆であると見なされることが多い。 しかし、1890年7月10日頃の弟テオ宛の手紙に本作と思われる作品に関する記述があることから、実際には7月上旬に描かれたと推定されている（後述#同時期の作品も参照）。また、『1890年7月14日、オーヴェル町役場』や『ドービニーの庭』『木の根と幹』など、タイトルや手紙の内容等から7月中旬以降に描かれたと見られる作品が存在することからも、本作が最後の作品である可能性は低い。
ファン・ゴッホの遺族が公式に認めたタイトルは『黒い鳥のいる麦畑』であり、画面の「黒い鳥」がカラス（カラス属の鳥）であるという明示はなく、さらに厳密に言えば、暗色の絵具で描かれた鳥たちの実際の体色が黒だったのかどうかも不明である。
絶筆であるとの記述が最初に出始めたのは1908年、ドイツ・ミュンヘンのモデルネ・クンストハンドブルク画廊などを巡回したファン・ゴッホ展のカタログで、当時は「雷雨」のタイトルが付けられ、「巨匠最後の作品」と付記されていた。1914年にベルギーのアントウェルペンで開かれた現代美術展のカタログでは、「鴉（からす）の群れ飛ぶ麦畑」の題が付けられ、同様に「画家の最後の作品」と説明された。 以後、根拠の無いまま黒い鳥はカラスであり、ファン・ゴッホの絶筆であるとする見解が広まっていった。
1956年の映画『炎の人ゴッホ』のラストシーンでは、カーク・ダグラス演じるファン・ゴッホがカラスのいる麦畑で本作を描き上げ、その場で拳銃自殺を遂げるが、実際に彼が自殺の間際まで絵を描いていた、また自殺を図った現場が麦畑であったという確証はない。しかし、この映画は世界中で大ヒットしたため、「ファン・ゴッホが死の寸前に描いていた作品」というイメージがさらに浸透した。
「麦刈り」は聖書においてしばしば人の死の象徴として語られており、ファン・ゴッホ自身も死のイメージとして好んで麦畑の主題を描いている。画中の黒い鳥がカラスだったとすれば「不吉な死」を表した絵という解釈も成立することになり、非業の死を遂げた芸術家のイメージに相応しい主題となる。また後年に出版された複数のファン・ゴッホの伝記中では画家の生涯を殉教の聖人伝に当て嵌める記述がしばしば見られる。上記の理由から本作をめぐる一連の伝説（俗説）が生まれたものと推測される。
現代においてもこの絵は展覧会や画集の最後に置かれ、「厳密には絶筆ではないが」と断った上で「画家の制作活動を締めくくるものとして相応しい」などと結ばれることもある。しかし一方では固定化された解釈からの解放を目指した脱神話化の動きもある。1990年にBBCが製作したテレビドラマ『ファン・ゴッホ』では、ゴッホはカラスのいる麦畑では死なない。同年のロバート・アルトマン監督の映画『ゴッホ』でもこの絵を絶筆扱いにはしていないが、死の床の場面で部屋の隅にこの絵が置いてあるという演出がなされた。

## 同時期の作品
本作より後に（または同時期に）、すなわちゴッホの死去直前の同7月中に描かれた作品は全25点ほど存在し、これらの中には同じように麦畑を描いたものも多い（作品の一覧はcommons:Van_Gogh_works_by_date#1890の最下段「July」を参照）。比較的明るい色使いの作品もみられる。また、本作と同様の筆跡で群飛する鳥の姿が描かれたものもいくつか見られる。

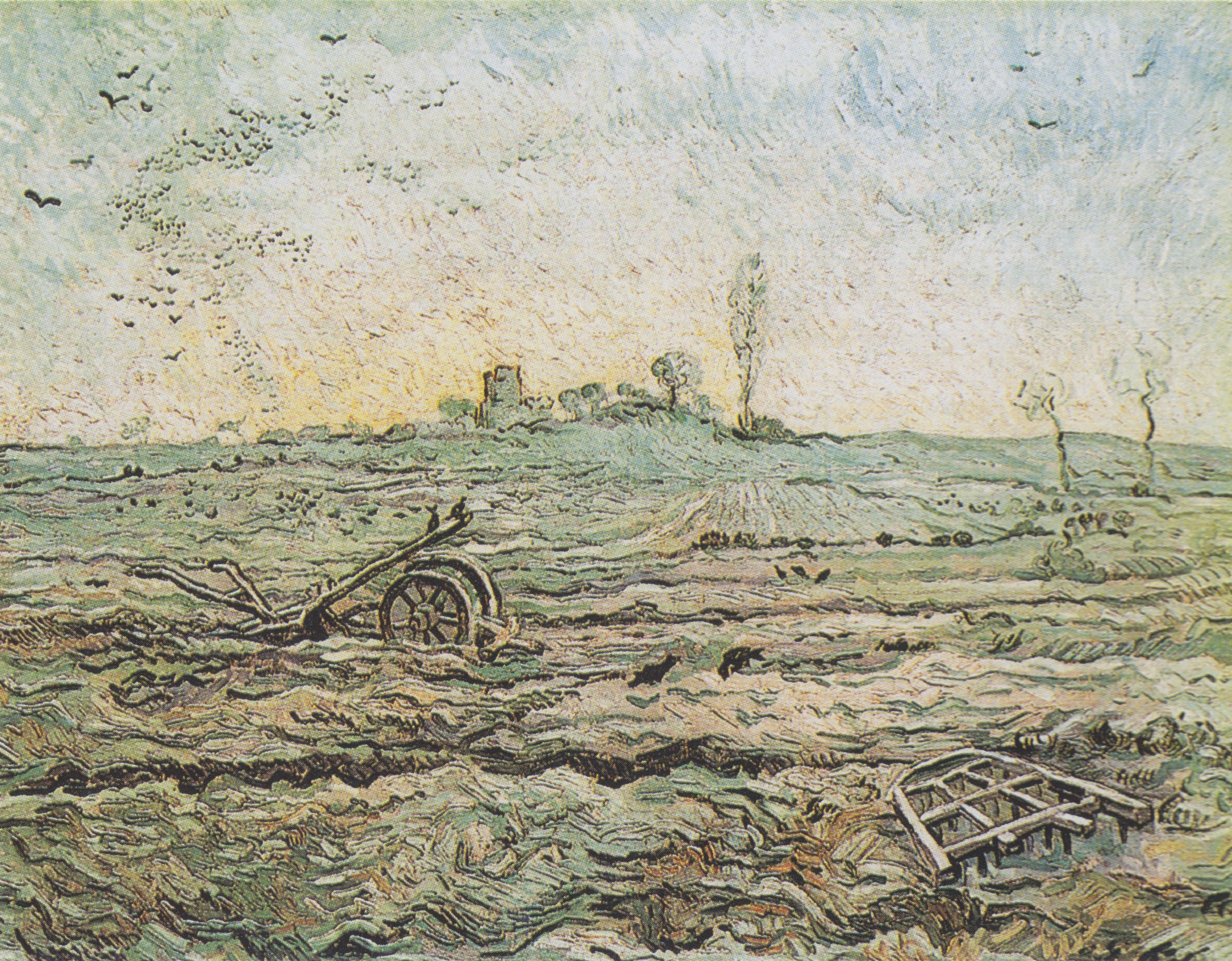
鋤と馬鍬（ミレーを模して）、1890年1月（F632）、ファン・ゴッホ美術館蔵 サン＝レミ時代の作品。鳥の大群が飛んでいる。
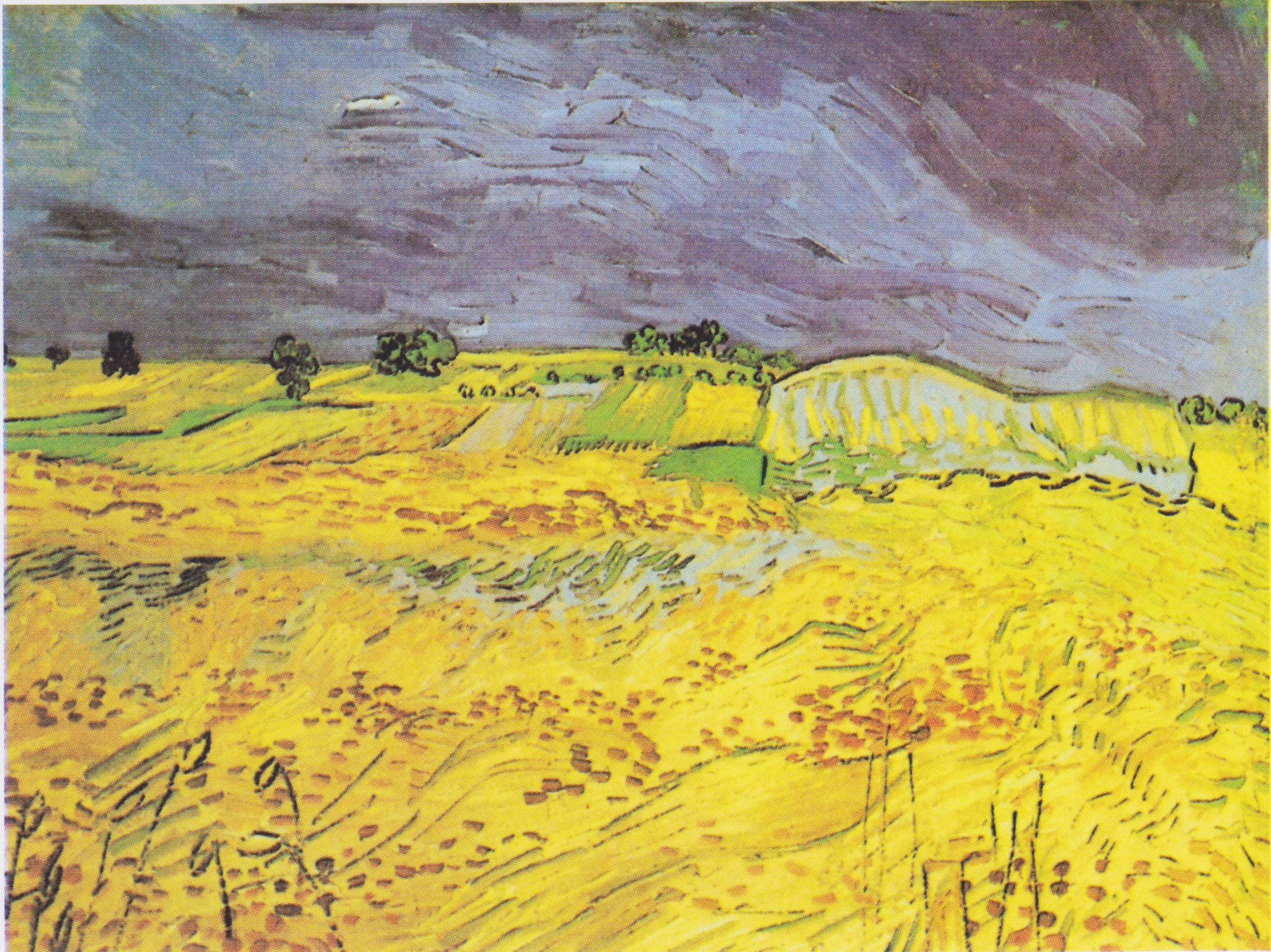
畑、1890年7月（F761）、個人蔵 暗色の空に麦畑。鳥はみられない。
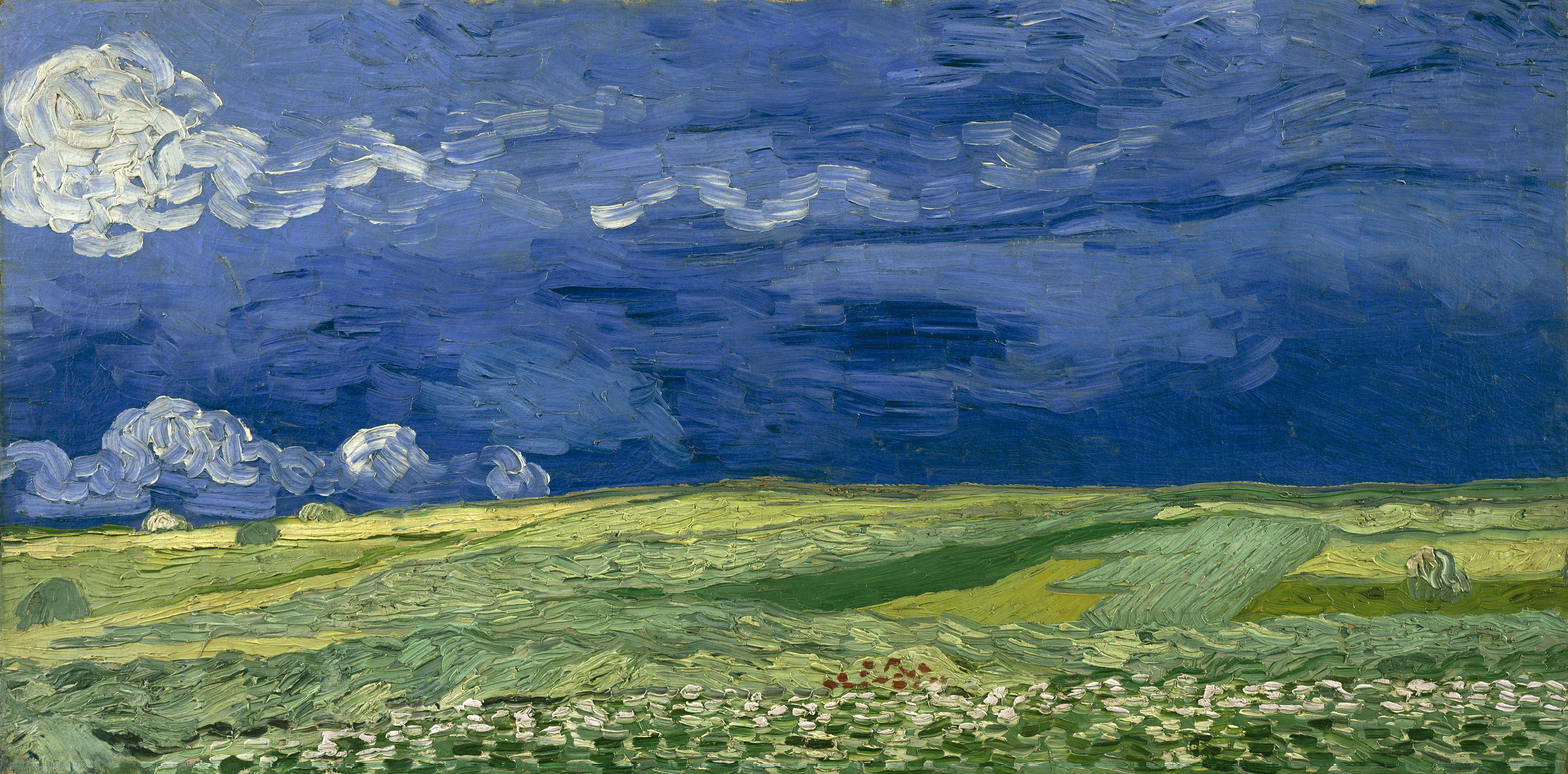
荒れ模様の空の麦畑、1890年7月（F778）、ファン・ゴッホ美術館蔵 麦畑が暗い雷雲に覆われている。鳥はみられない。
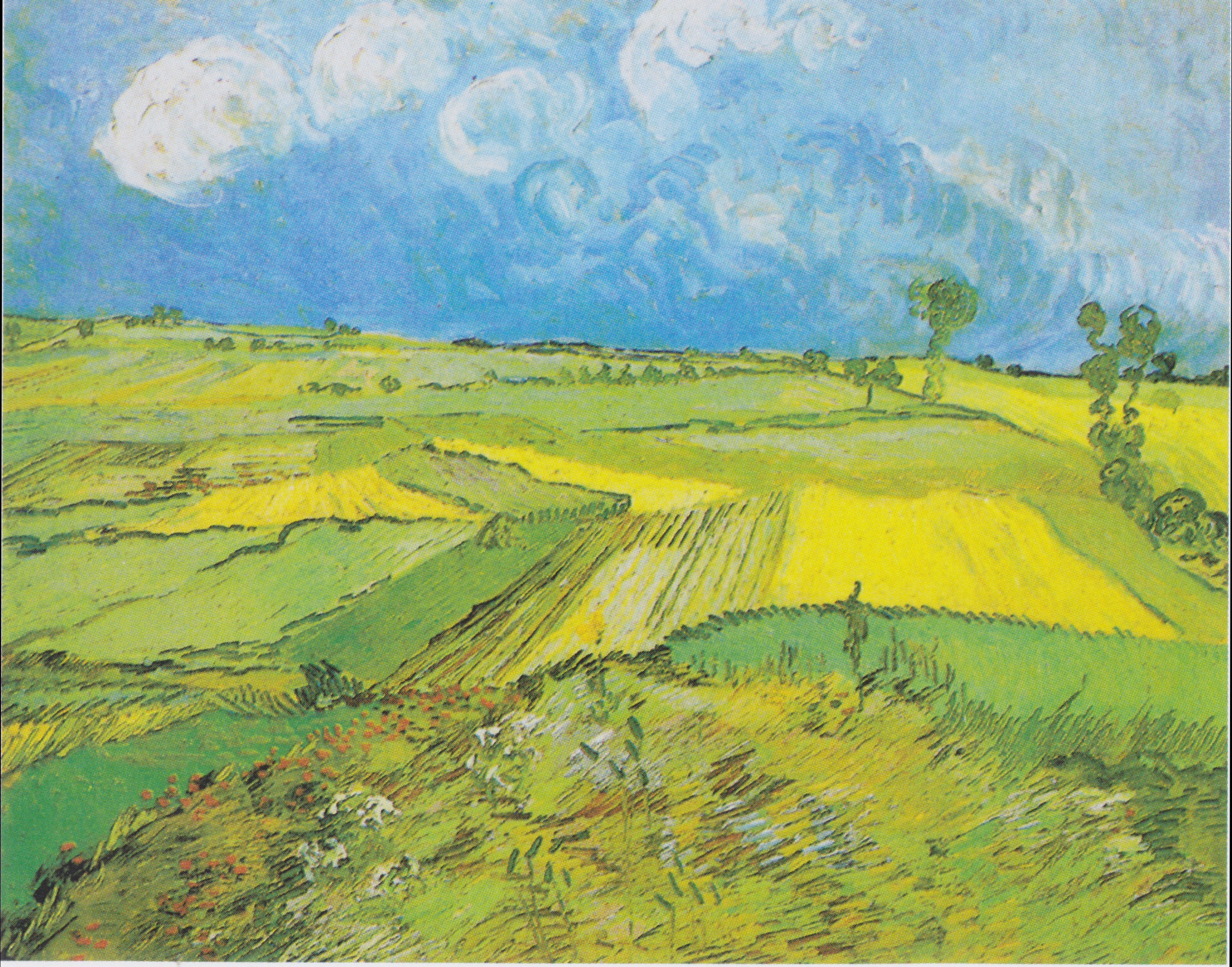
荒れ模様の空のオーヴェルの麦畑、1890年7月（F781）、カーネギー博物館蔵 空に（雨）雲が現れる。鳥はみられない。
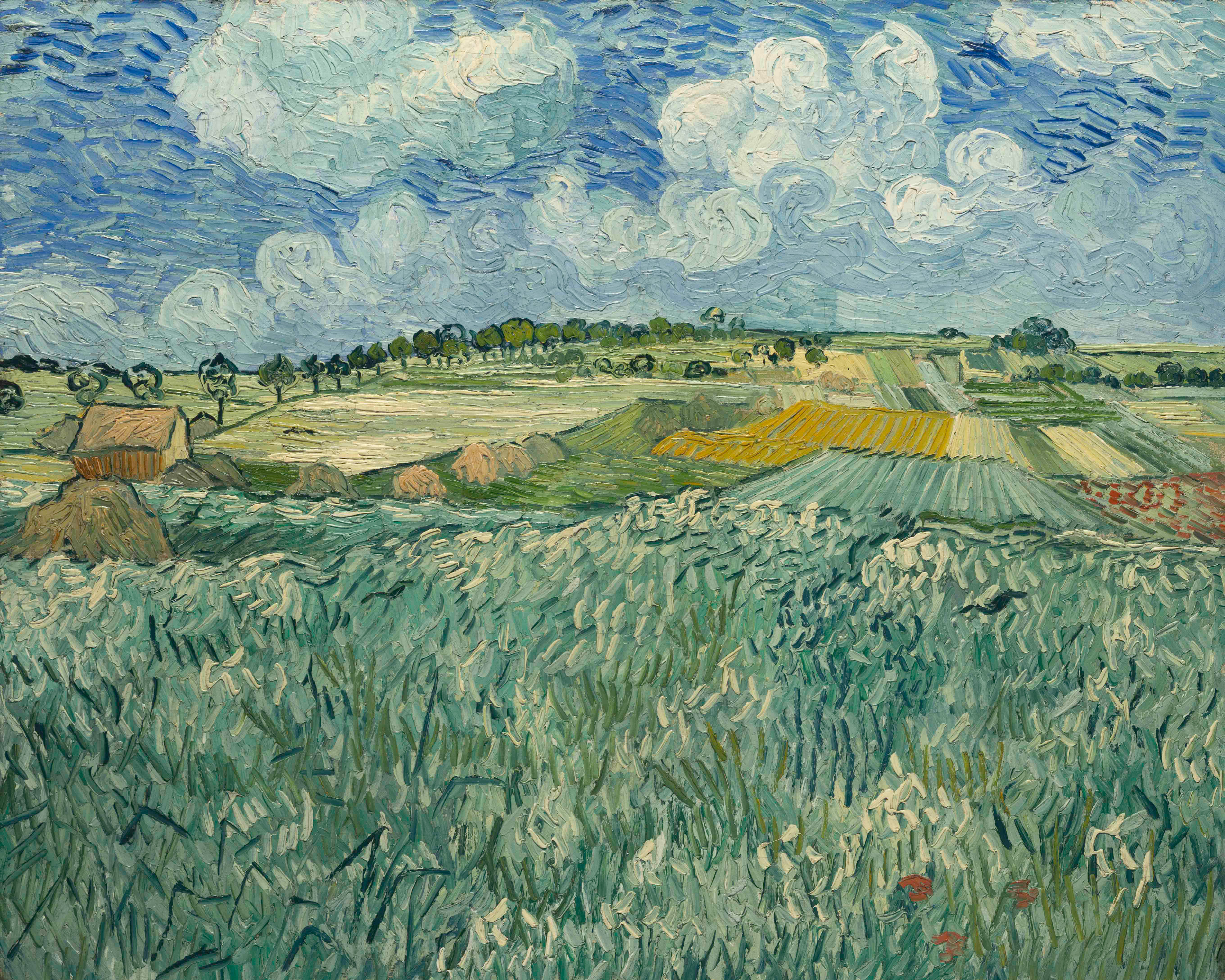
オーヴェル近くの平野、1890年7月（F782）、ノイエ・ピナコテーク蔵 鳥が低空を飛んでいる。
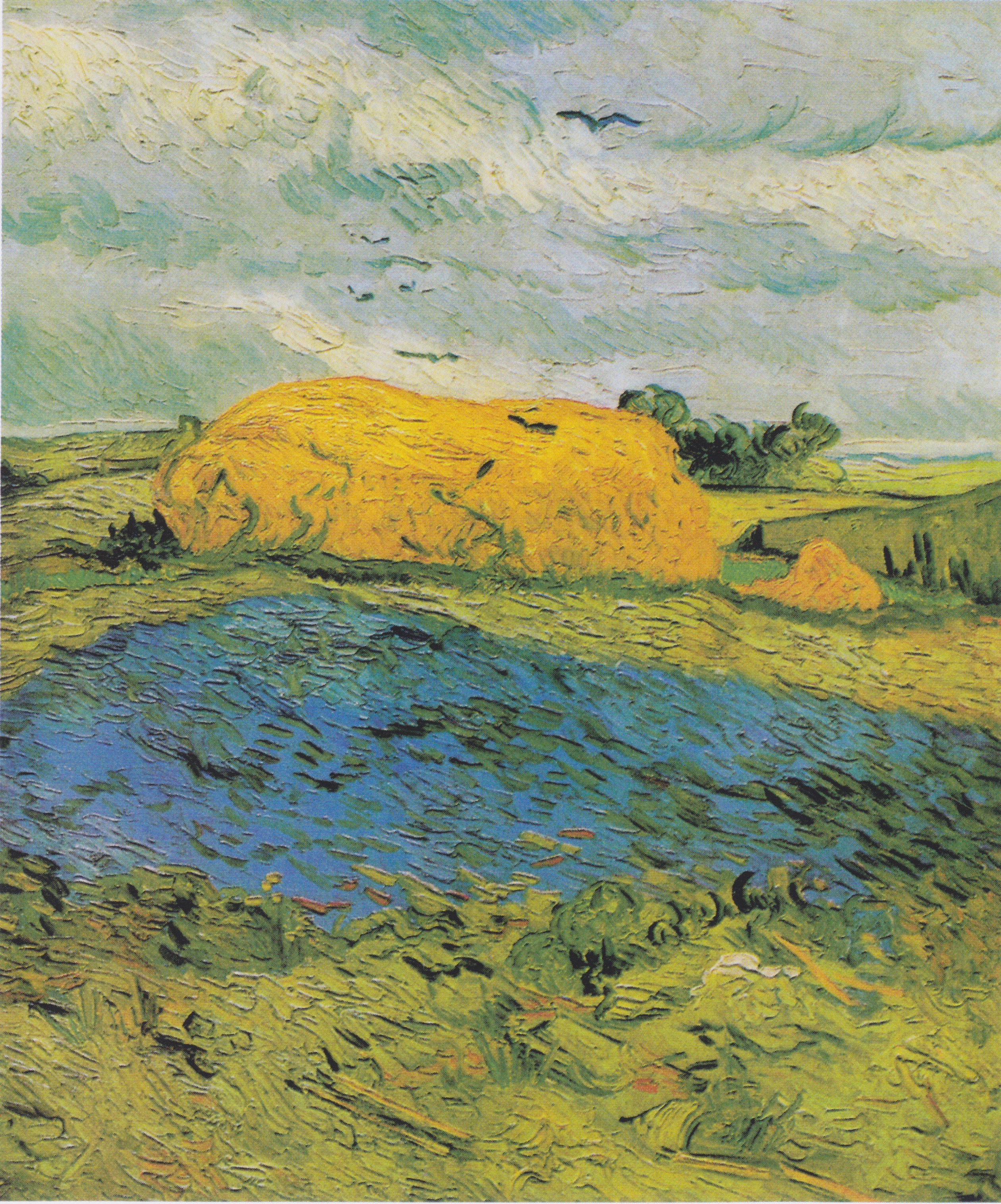
雨空の干し草の山、1890年7月（F563）、クレラー・ミュラー美術館蔵 飛ぶ鳥の群れ。雨の日とされる作品。
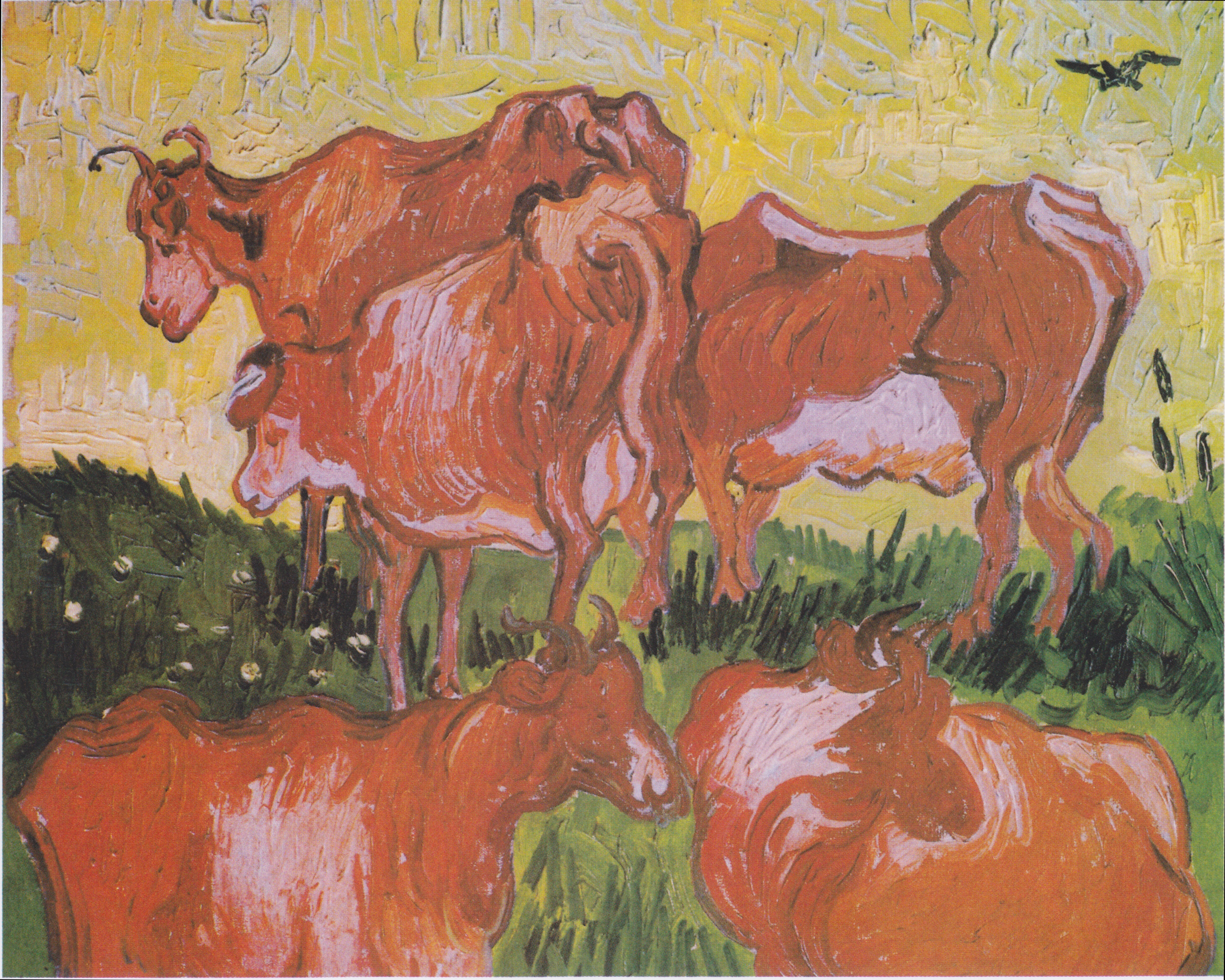
牛（ヨルダーンスを模して）、1890年7月（F822）、リール宮殿美術館蔵 鳥（蝶？）が飛んでいる。原作にこの描写はない。

## 脚註
1. ↑  英語:「Wheatfield with Crows 」やフランス語:「Champ de blé aux corbeaux 」などでも同様に「カラス」となっている。
2. ↑  ゴッホの自殺直前の行動については、酒を飲んでいた、絵を描いていたものの自殺を図った後画材を何者かに持ち去られたなど諸説ある。また発砲時の目撃者は無く現場は特定できなかった事、また右利きであったはずの彼にしては弾丸の入射角が不自然であった事など、自殺についてもいくつか不可解な点が報告されている。